# Лабахуа Архип Миронович
Архип Миронович Лабахуа (15 березня 1910, село Река Сухумського округу, тепер Очамчирський район, Абхазія, Грузія — 28 грудня 1992, місто Тбілісі, Грузія) — абхазький і грузинський радянський державний діяч, заступник голови Ради міністрів Грузинської РСР, голова Ради міністрів Абхазької АРСР. Член ЦК Комуністичної партії Грузії. Депутат Верховної Ради Грузинської РСР. Депутат Верховної Ради СРСР 4-го скликання. 

## Життєпис
У 1936 році закінчив Московський гірничий інститут імені Сталіна.
У 1936—1944 роках — помічник начальника дільниці, начальник дільниці, помічник головного інженера шахти, начальник шахти імені Сталіна тресту «Ткварчелівугілля» Абхазької АРСР.
Член ВКП(б) з 1939 року.
З 1944 по січень 1950 року — головний інженер тресту «Ткварчелівугілля» Абхазької АРСР.
У січні 1950 — жовтні 1953 року — керуючий тресту «Ткварчелівугілля» Абхазької АРСР.
У жовтні 1953 — травні 1957 року — голова Ради міністрів Абхазької АРСР.
21 травня 1957 — 18 вересня 1976 року — заступник голови Ради міністрів Грузинської РСР.
З вересня 1976 року — персональний пенсіонер. Працював старшим радником міністра сільського будівництва Грузинської РСР, а також головним спеціалістом відділу удосконалення систем управління та економічного аналізу тресту «ორგტექსოფმშენის/Оргтексофмшен» (?) Міністерства сільського будівництва Грузинської РСР.

## Нагороди
- три ордени Трудового Червоного Прапора
- орден «Знак Пошани»
- медалі